# Hickling (Norfolk)
Hickling is een civil parish in het bestuurlijke gebied North Norfolk, in het Engelse graafschap Norfolk met 935 inwoners.